# Phyllanthus mendoncae
Phyllanthus mendoncae är en emblikaväxtart som beskrevs av Jean F.Brunel. Phyllanthus mendoncae ingår i släktet Phyllanthus och familjen emblikaväxter. Inga underarter finns listade i Catalogue of Life.